# Почтовые марки Ирландии
Почтовые марки Ирландии включают знаки почтовой оплаты, которые использовались на территории Ирландии в периоды британского владычества и независимого ирландского государства. Собственные почтовые марки Ирландия эмитирует начиная с 1922 года.

## Краткий обзор
Ирландия входила в состав Соединённого Королевства Великобритании и Ирландии во время появления первых почтовых марок мира в 1840 году. Именно эти марки, а также все последующие британские выпуски, использовались в Ирландии до момента прихода к власти в 1922 году нового ирландского правительства.
Начиная с 17 февраля 1922 года, на имевшихся британских марках ставились надпечатки на ирландском языке для обеспечения страны стандартными марками, пока не появились самостоятельные ирландские выпуски. После надпечаток новым Министерством почт и телеграфов была издана серия стандартных почтовых марок с национальными сюжетами. Она увидела свет 6 декабря 1922 года; первой маркой в выпуске был двухпенсовик с изображением карты Ирландии (включая Северную Ирландию, которая оставалась в подчинении Великобритании).
С тех пор и по состоянию на 2015 год, по мере необходимости выходило семь стандартных серий с марками новых дизайнов и дополнительных номиналов. Это были основные выпуски почтовых марок для повседневного употребления.
Первые памятные марки появились в 1929 году и в настоящее время выходят несколько раз в год, отмечая самые разные стороны жизни ирландцев, такие как знаменательные события и годовщины, жизнь и культуру Ирландии, а также многих известных людей Ирландии. Некоторые стандартные и коммеморативные марки, помимо обычных листов, изготавливались в виде почтовых блоков, малых листов, марочных буклетов и рулонных марок. Доплатные и авиапочтовые марки дополняют совокупность эмиссий двух последовательных ирландских ведомств — эмитентов почтовых марок. Марки печатались на бумаге с двумя видами водяных знаков, хотя, естественно, на ранних марках с надпечатками, которые поставлялись из типографий почтового ведомства Великобритании, присутствовали водяные знаки, характерные для британских марок.
Все ирландские марки до 1984 года издавались почтовым ведомством Ирландии, Oifig an Phoist. После этого за эмиссии почтовых марок стала отвечать государственная компания An Post («Ан Пост»).

## Марки британской эпохи

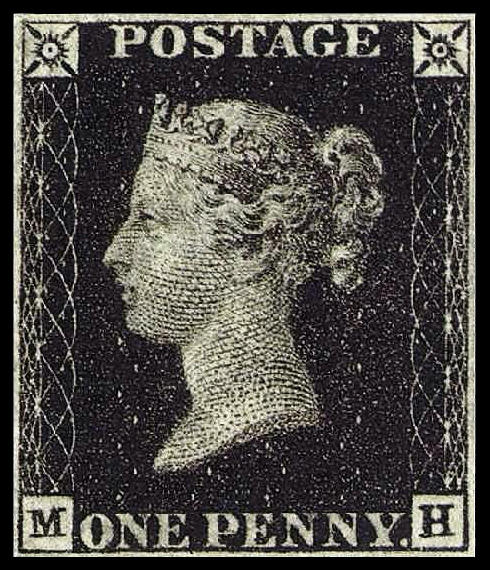
«Чёрный пенни», выпущенный в 1840 году

В 1840 году в Англии появились первые почтовые марки и маркированные конверты, которые стали использоваться и на территории Ирландии; их появление было обусловлено введением однообразного дешевого тарифа на письма. Первоначально марки вырезались из марочного листа с помощью ножниц, но, вследствие медленности этого способа, вскоре прибегли к перфорации марочных листов — прокалыванию промежутков между марками. При этом именно Ирландии мир обязан распространением в настоящее время повсеместно выбиваемых на краях марок зубцов. Впервые это было сделано в 1847 году с помощью особенной машины, изобретённой ирландцем Генри Арчером и усовершенствованной им же в 1852 году. В том же году когда английское почтовое управление купило у Арчера право на машину за 4000 фунтов стерлингов.

### Их идентификация
Для выявления почтовых марок, имевших хождение на территории Ирландии в период с 1840 по 1922 год, нужно установить, что погасивший марку почтовый штемпель относится к населённому пункту Ирландии. Использовавшиеся в этот период марки называются в филателистической среде «Great Britain used in Ireland» («марками Великобритании, погашенными в Ирландии»).
С 1840 по 1844 год «Чёрный пенни» и другие марки на почтовой корреспонденции, проходившей почту, гасились штемпелем «мальтийский крест». На этих штемпелях не было ни надписей, ни цифровых обозначений, которые могли бы указывать на их ирландское происхождение. Однако, опираясь на особенности дизайна «мальтийских крестов», некоторые из них всё же можно однозначно отнести к тому или иному городу Ирландии. В число городов с идентифицируемыми штемпелями входят Белфаст, Эркорт, Корк, Холлимаунт, Лимерик и Маллингар.

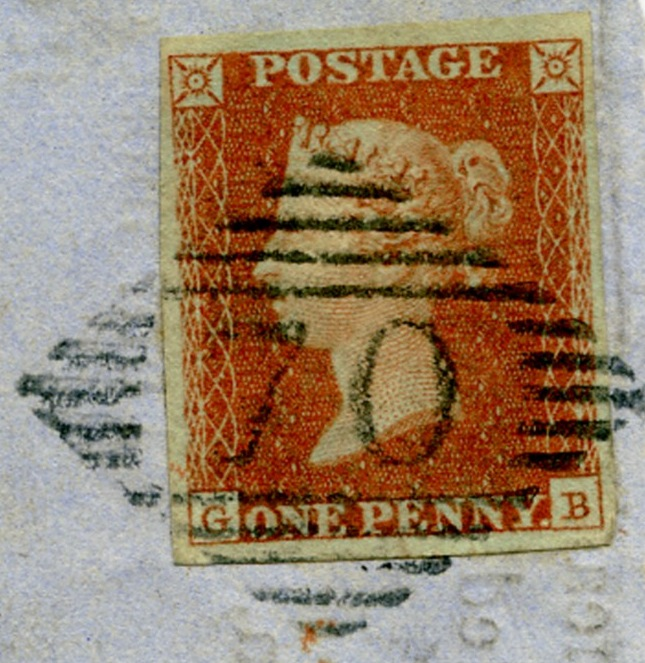
«Красный пенни» (1850), погашенный номерным ручным штемпелем с цифрой 70, который использовался в Бойле (графство Роскоммон)

После 1844 года в почтовых отделениях стали применять штемпели с текстовыми или цифровыми обозначениями города, в котором почтовое отделение располагалось. Место гашения обоих типов (до и после 1844 года) легче установить, если марка не была отделена от конверта, так как тогда полностью виден оттиск почтового штемпеля и указан адрес. В некоторых случаях и по отделённой от конверта марке всё же можно установить город, в котором она была погашена, если на марке осталась достаточно большая часть оттиска штемпеля.

## Марки переходного периода
При передаче полномочий от британского почты к почтовой службе Временного правительства Ирландии были достигнуты соглашения, согласно которым предусматривалось, что до тех пор, пока ирландцы не наладят выпуск собственных почтовых марок, британская почта будет поставлять ирландской почте марки в листах, чтобы та могла делать на них надпечатки. Однако официальная передача почтовых полномочий произошла 16 января 1922 года.
Примерно в течение двух с половиной месяцев, с момента подписания договора 6 декабря 1921 года и до начала обращения марок с надпечатками 17 февраля 1922 года, на ирландской территории для оплаты почтовых тарифов использовались британские марки.

## Выпуски почтовых марок

### Эссе первых марок
1 февраля 1922 года главный почтмейстер Ирландского Свободного государства направил фирмам Дублина и Лондона приглашение представить рисунки для стандартного выпуска почтовых марок, и к марту было подано несколько проектов рисунка. Эссе были представлены следующими компаниями и типографиями: «Dollard Printing House Ltd.», «Hely Ltd.», «Perkins, Bacon & Co.» и «O’Loughlin, Murphy & Boland».

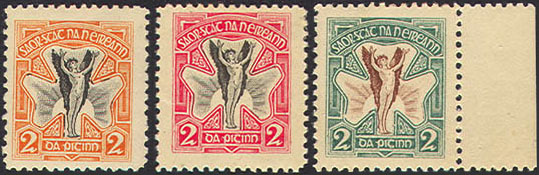
Три двухцветных эссе компании «Hely Ltd.»

### Надпечатки на британских марках
В 1922 году в качестве временной меры, пока не были готовы первые специально разработанные стандартные почтовые марки Ирландии, были сделаны надпечатки на ряде британских почтовых марок того времени с изображением короля Великобритании Георга V. Марки без надпечатки эмитировались и находились в обращении в Соединённом королевстве Великобритании и Ирландии в период с 1912 до 1922 года и продолжали использоваться в Соединённом королевстве Великобритании и Северной Ирландии до 1936 года. Три типографии получили заказы на производство надпечаток: «Dollard Printing House Ltd.», «Alex. Thom & Co Ltd.» и «Harrison & Sons». В июне 1925 года заказ получила государственная типография «Дублинский замок», которая делала все надпечатки до 1937 года, когда были выпущены последние марки высоких номиналов.

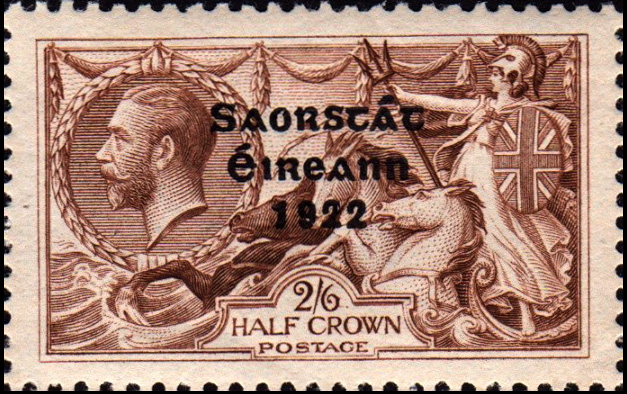
Надпечатка «Saorstát Éireann 1922» («Ирландское Свободное государство 1922») в три строки на марке номиналом полкроны с изображением короля Великобритании Георга V

Коллекционирование и идентификация надпечаток — дело не простое, поскольку существует множество различных вариантов текста надпечатки. Давид Фелдман пишет, что «запутанные детали платинга (расположения на печатной форме), оттенков, цветов надпечатки, точности измерений, не говоря уже о многих других, часто расхолаживают даже самого увлечённого коллекционера». Этой теме уделено внимание в трёх специализированных книгах или главах каталогов — Фримана и Стаббса (1922), Мунка и Мередита (1927), вышедших в течение пяти лет; при этом считается, что работе У. Г. Мередита нет равных.
Особняком стоят две надпечатки, отражающие изменение в названии ирландского государства в декабре 1922 года. В частности, надпечатка ирл. «Rialtas Sealadach na hÉireann» («Временное правительство Ирландии») были первоначально сделаны 17 февраля 1922 года. При этом восемь марок с надпечатками низких номиналов и три — высоких были надпечатаны фирмой «Dollard», а четыре — фирмой «Thom». Данная надпечатка состоит из четырёх слов: «Rialtas Sealadach na hÉireann» и цифрового обозначения года: «1922», расположенных в четыре строки и напечатанных шрифтом с засечками (дополнительными графическими элементами). Почтовыми марками без надпечатки разрешалось франкировать корреспонденцию в Ирландии до 31 марта 1922 года.
Надпечатки «Saorstát Éireann» («Ирландское Свободное государство») появились 11 декабря 1922 года. Они сделаны в три строки с использованием типографского шрифта sans-serif. Их производили компании «Thom», «Harrison» и государственная типография. Последними марками с надпечаткой стали перегравированные компанией «Waterlow and Sons» марки с королём Георгом V номиналами в 2 шиллинга 6 пенсов, 5 и 10 шиллингов, которые были изданы в 1934 году и надпечатаны в 1937 году для использования в Ирландии.

### Стандартные выпуски

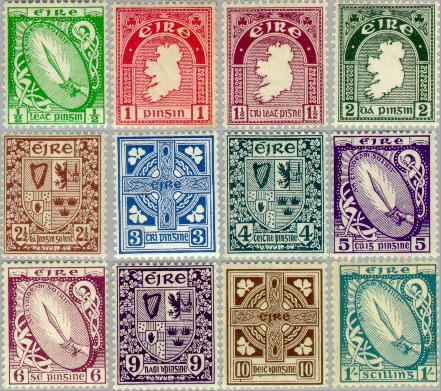
Первый стандартный выпуск 1922—1923 годов (низкие номиналы)

Начиная с 1922 года и по состоянию на 2015 год, выходило семь стандартных серий почтовых марок Ирландии, имеющих различный дизайн. При этом два выпуска имели также изменённые водяные знаки, а на трёх имело место изменение денежной системы, что было вызвано переходом от старого фунта стерлингов к десятичной системе, а позднее от десятичной системы — через смешанную — к евро.
Первые двенадцать стандартных марок — низких номиналов до 1 шиллинга — появились в 1922—1923 годах, а три высоких номинала, 2 шиллинга 6 пенсов, 5 и 10 шиллингов, вышли лишь 8 сентября 1937 года. Рисунки этих марок — «Меч света», «Карта Ирландии», «Кельтский крест», «Гербы Четырёх провинций» и «Святой Патрик». В последующие годы эти марки выходили с водяным знаком и дополнительными номиналами, пока в 1968 году не появились новые рисунки по мотивам раннего ирландского искусства. Последние известны как «стандартные марки Герла» (Gerl definitives) — по имени немецкого дизайнера Генриха Герла (нем. Heinrich Gerl), создавшего эту серию марок. Это были первые новые рисунки за 31 год для высоких номиналов и за 46 лет для низких номиналов. Номиналы трёх серий «Герл» были указаны в фунтах стерлингов, в десятичной валюте (оба выпуска были с водяными знаками) и наконец без водяных знаков.
В период с 1982 по 1988 год была эмитирована серия, основанная на мотивах старинной ирландской архитектуры, со штриховыми рисунками Майкла Крейга (Michael Craig) и графикой Питера Уилдбера (Peter Wildbur). Серия насчитывала двадцать восемь марок номиналами от 1 пенни до 5 фунтов. В период с 1990 по 1995 год в основу почтовых марок были положены памятники культуры Ирландии. На стандартном выпуске 1997 года, который охватывает изменение валюты от ирландского фунта через двойную валюту к введению евро, изображены птицы Ирландии. Это были первые стандартные марки, все номиналы которых были напечатаны в полном цвете. 9 сентября 2004 года появились новые марки с изображением цветов, произрастающих в лесах и в других зелёных насаждениях Ирландии.
Ряд ирландских стандартных марок, помимо обычных листов, был напечатан в форме марочных буклетов и рулонных марок.

### Памятные марки. Тематика
Самый первый памятный выпуск Ирландии — серия из трёх почтовых марок, посвящённых Дэниелу О’Коннеллу, — вышел 22 июня 1929 года:

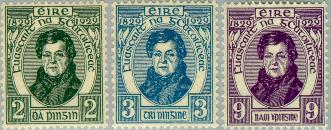
Первая памятная серия с изображением Дэниэла О'Коннелла, отметившая столетие Освобождение католиков (1929)

Позднее почтовые марки Ирландии стали выходить по широкой ирландской тематике, освещающей знаменательные события и юбилеи Ирландии, аспекты ирландской жизни и культуры (к примеру, проведение ирландского фестиваля «Ан Тостал»), известных ирландцев (государственных деятелей, религиозных, литературных и культурных фигур, спортсменов, и т. п.), флору и фауну, произведения искусства и Рождество. В ознаменование членства в Европейском сообществе выходили почтовые выпуски «Европа». Почтовые марки были также приурочены и к некоторым международным событиям.

Памятные марки, посвящённые фестивалю «Ан Тостал» (1953)
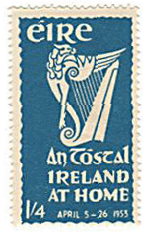
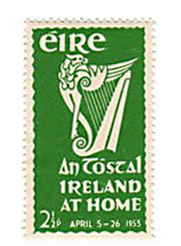

До середины 1960-х годов проводимая Ирландией политика марочной эмиссии была очень консервативной: ежегодно появлялось лишь несколько новых выпусков, до четырёх—пяти памятных марок, как правило, двух номиналов, а также изредка обновленные или новые выпуски стандартных марок. Начиная с 1970-х годов количество издаваемых почтовых марок значительно возросло.
Вплоть до середины 1990-х годов почтовое ведомство придерживалось политики запрета на изображение живущих людей. Из этого правила было сделано всего лишь три исключения — на марках в честь Дугласа Хайда в 1943 году, Луи ле Брока в 1977 году и папы Иоанна Павла II в 1979 году. В 1990-х годах политика изменилась, и с 1995 года было издано несколько почтовых марок, в основном с изображениями спортсменов. Например, к наступлению нового Миллениума вышло 30 марок, на которых были запечатлены живущие ирландские спортсмены. Ряд гольфистов изображён на трёх почтовых марках 2006 года, посвящённых Кубку Райдера.
Интересно, что на поле ирландского почтового блока (Sc #1217) в выпуске «Итоги XX века» 1999 года присутствует В. И. Ленин.

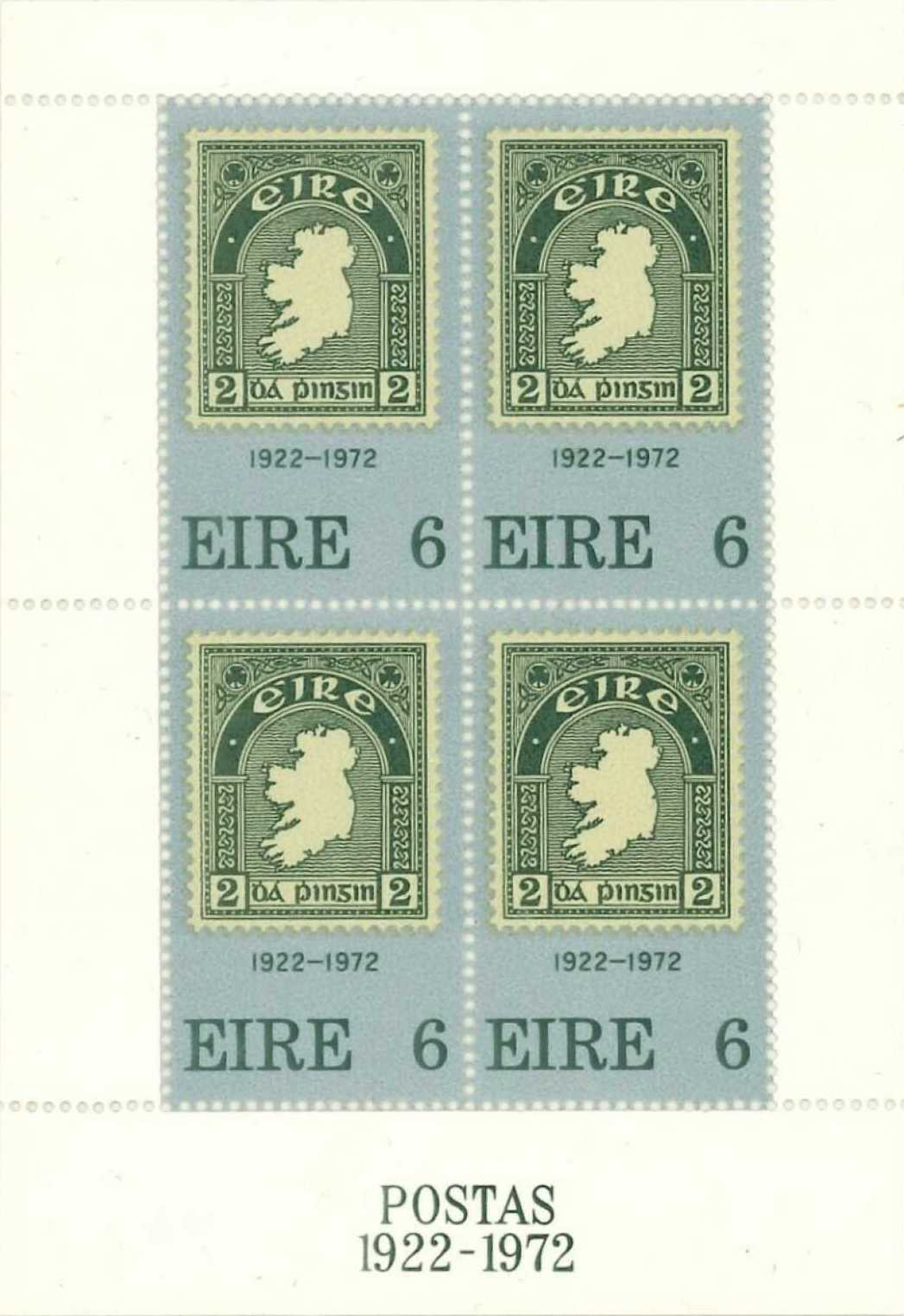
Первый «малый лист в формате марка на марке» в память 50-летия независимости и выхода первой марки Ирландии (1972)

### Малые листы
Несколько ирландских марок были эмитированы в виде почтовых блоков и малых листов, включающих от одной до шестнадцати марок одного или нескольких рисунков одного выпуска, напечатанных на одном листе и реализуемых в этом же формате. Малые листы наиболее часто печатаются в дополнение к одиночным маркам такого же рисунка.
Первый малый лист в виде четырёх почтовых марок в формате «марка на марке» (то есть с изображением марок) появился в 1972 году по случаю 50-летия первой марки Ирландии и независимости страны.
За ним последовал малый лист из четырёх марок в ознаменование 200-летия Декларации независимости США; почтовые марки из этого малого листа также были выпущены как отдельные марки. В 1980 году серия из четырёх марок с изображением ирландских диких животных издавалась в виде одиночных марок и в малых листах.
С 1983 года малые листы выходили всё чаще и чаще, начиная с, как минимум, одного в год до нескольких малых листов ежегодно в последнее время.

### Буклеты

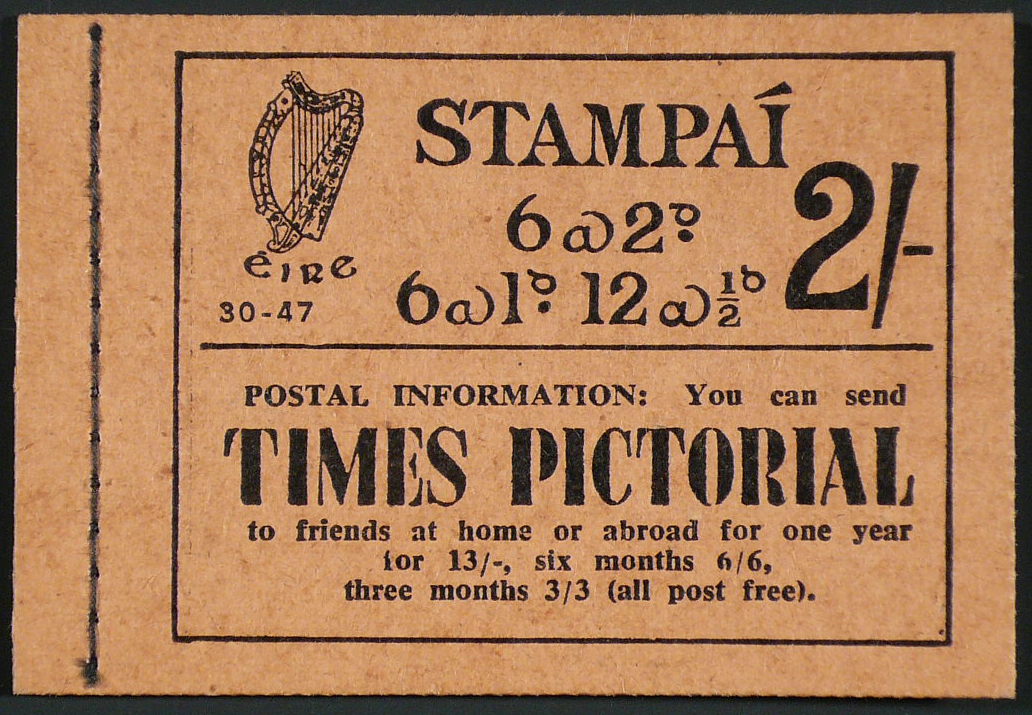
Обложка тетрадки для марок номиналом в 2 шиллинга с рекламным текстом в нижней половине. Цифровое обозначение 30—47 соответствует серийному номеру данного буклета (30) и году выпуска (1947)

Первый марочный буклет (тетрадка) почтовых марок Ирландии поступил в продажу 21 августа 1931 года. Конструкция буклета представляла собой лёгкую картонную обложку, по левой стороне сшитую с небольшими листами почтовых марок (обычно, с четырьмя листочками), рекламными листками и проложенными листками папиросной бумаги между ними. До 1956 года у большинства буклетов половину передней стороны обложки занимала реклама. До 1963 года на передней стороне обложки также ставились серийные номера: две цифры обозначали серийный номер плюс год издания (такой порядок соблюдался в отношении ранних буклетов, в более поздних выпусках последовательность поменялась наоборот). После 1963 года серийный номер указывать перестали. С 1983 года большинство буклетов не сшиваются: марочные листки вклеиваются в свёрнутую картонную обложку.
До 1988 года, когда впервые был напечатан буклет с памятными марками в честь фестиваля «Дублинский миллениум», все буклеты содержали только стандартные марки. С этого времени An Post эмитирует и памятные, и стандартные буклеты, при этом памятных буклетов издано в три раза больше. В 1990 году An Post предложила первый буклет, в котором были смешаны и стандартные, и памятные марки, причём на одном марочном листе.
Многие почтовые марки из буклета можно узнать по наличию одной беззубцовой стороны, хотя некоторые из них имеют зубцовку со всех сторон. На буклетах до 1977 года конструкция печатного клише позволяла получать как прямые, так и перевёрнутые водяные знаки в равных количествах благодаря дорожке между марками, разделяющей ряды 6 и 7 в листах по 12 × 10 марок. Дорожка использовалась для сшивания во время сборки буклета, что требовало разворота рядов 4—6 и 10—12 на 180 градусов, чтобы марочные листки можно было сшить по левой стороне буклета.

### Водяные знаки

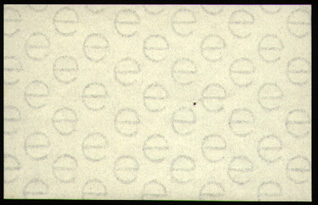
Начиная примерно с 1940 года ирландские марки печатались на бумаге с водяным знаком типа «e»

Ирландские почтовые марки с надпечаткой поставлялись лондонской типографией с водяными знаками в виде королевского шифра Георга V. Первым ирландским водяным знаком стал стилизованный рисунок двух перекрывающих друг друга букв «s» и «e», составляющих водяной знак «se», который обозначает название страны «Saorstat Éireann» («Ирландское Свободное государство»). Этот водяной знак вышел из употребления примерно в 1940 году, когда название страны изменилось на «Éire» («Ирландия»): при этом стали использовать бумагу с водяным знаком в виде буквы «e», что означает «Éire». На почтовых марках того периода может присутствовать водяной знак в любом из нескольких разных инвертированных или повёрнутых положений в зависимости от того, какой стороной бумага подавалась в печатную машину.
Около 1971 года для эмиссий почтовых марок Ирландии перестали использоваться водяные знаки, поэтому поступающие в настоящее время в обращение почтовые марки печатаются на бумаге без водяных знаков.

## Другие виды почтовых марок

### Авиапочтовые марки

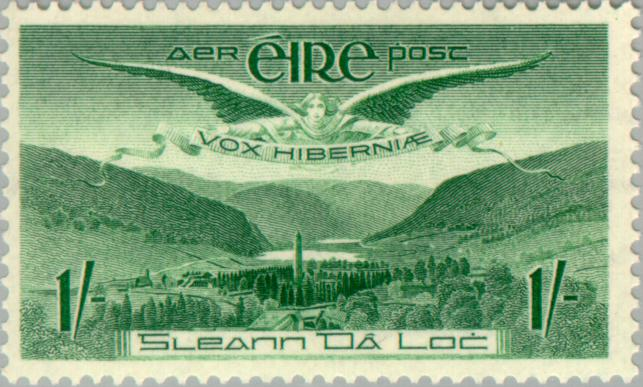
Авиапочтовая марка номиналом в 1 шиллинг — Хиберния («Голос ирландцев»), пролетающий над Глендалох

В период с 1948 по 1965 год было выпущено семь ирландских марок авиапочты номиналами в 1, 3, 6, 8 пенсов, 1 шиллинг, 1 шиллинг 3 пенса и 1 шиллинг 5 пенсов. Маркам номиналом в 1 и 3 пенса не соответствовали авиапочтовые тарифы, но их было разрешено использовать для оплаты обычной корреспонденции; всеми остальными марками оплачивались соответствующие авиапочтовые тарифы, существовавшие на момент первой эмиссии соответствующей марки. Кроме специальных авиапочтовых марок, тарифы за пересылку авиакорреспонденции могли оплачиваться многими стандартными и памятными почтовыми марками подходящих номиналов.
Дизайн ирландских авиапочтовых марок был разработан художником Р. Дж. Кингом. Марки до 1961 года печатались способом глубокой печати в типографии фирмы «Waterlow and Sons» в Лондоне, а впоследствии — фирмой «De La Rue & Co.» в Дублине. На рисунке представлен следующий сюжет: полёт ангела Виктора, посланца Святого Патрика, несущего «Голос ирландцев» («Vox Hiberniæ») над миром и пролетающего над четырьмя известными ирландскими достопримечательностями, представлявшими все четыре провинции Ирландии — Лох Дерг (номиналы в 3 и 8 пенсов), Скалой Кашэл (1 пенни, 1 шиллинг 3 пенса и 1 шиллинг 5 пенсов), Глендалох (1 шиллинг) и Кроах Патрик (6 пенсов). Марки печатались в листах по 60 марок с водяным знаком типа «e».

### Доплатные марки
Взимание ирландской почтовой администрацией с почтовых отправлений с недостаточным предоплаченным почтовым тарифом доплаты обеспечивалось с помощью наклеиваемых доплатных марок. С 1925 года было отпечатано шесть серий, при этом дизайн марок оставался одинаковым до 1980 года, хотя цвет и водяные знаки изменялись. Ирландское слово pingin, обозначающее пенни, используется как в ирландских фунтах (£. s. d), так и в десятичной валюте, но поскольку оно имеет такое же значение в обеих системах, по номиналу на доплатной марке не определить, была ли она выпущена до или после перехода на десятичную систему.
В связи с этим идентификация выпуска требует дополнительных сведений: если коллекционер знает дату использования, наличие и тип водяного знака, а также цвет марки, это облегчает идентификацию. Например, марка номиналом в 3 пенса была синего цвета в период с 1940 по 1969 год, светло-серого цвета — с 1971 по 1980 год; в 1978 году она стала печататься на бумаге без водяных знаков. Кроме того, марки номиналом в 1, 5 и 8 пенсов существуют двух разных цветов в зависимости от выпуска, а номиналом в ½ пенни, 1, 2 и 6 пенсов имеются с двумя разновидностями водяных знаков. За исключением шестого выпуска, в рисунке которого есть слово «Éire» («Ирландия»), на других выпусках наименование страны прямо не указывалось. На первых четырёх сериях были обозначены слова только на ирландском языке. На марках присутствуют надписи: «Postas ie n’ios» и «Postage due» («Почтовая доплата»).

#### Стерлинговые выпуски

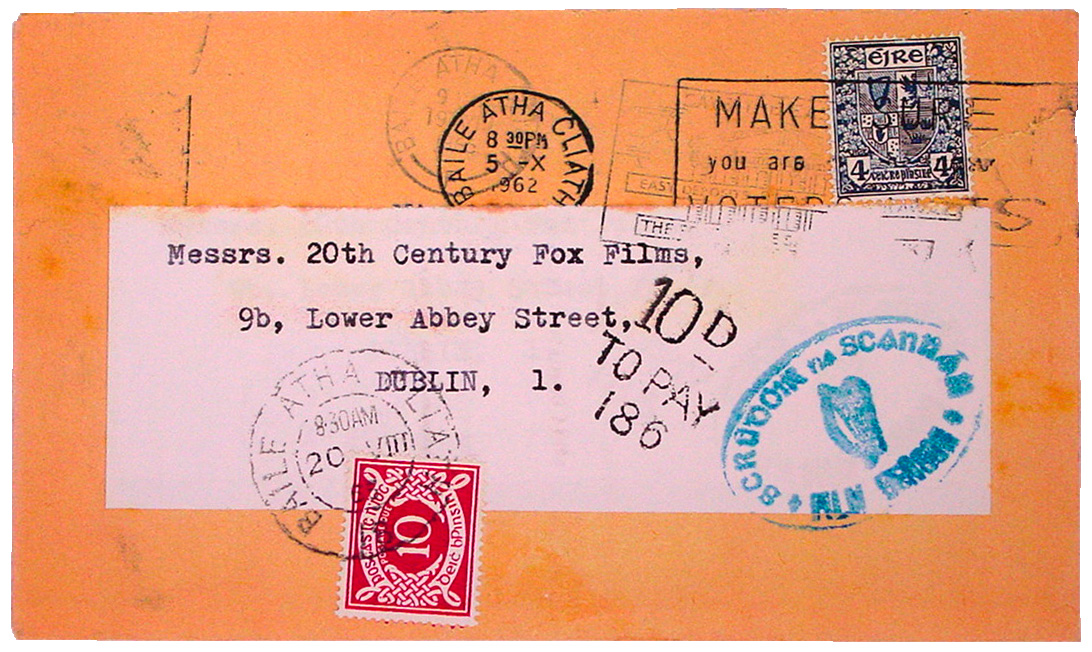
Повторно использованный конверт 1962 года с доплатной маркой второго выпуска номиналом в 10 пенсов, наклеенной на почтовое отправление, посланное в местное отделение компании 20th Century Fox с удостоверяющим штампом Irish Film Classification Office в 1965 году

Первый выпуск состоял из доплатных марок четырёх номиналов, появившихся 20 февраля 1925 года: ½, 1, 2 и 6 пенсов. Марки были напечатаны типографским способом государственной типографией (Government Printers) в Дублинском замке на бумаге с водяным знаком типа «se». Марки печатались в больших листах по 180 штук, разделённых на три листа по 60 марок. Во втором выпуске было десять номиналов: ½, 1, 1½, 2, 3, 5, 6, 8, 10 пенсов и 1 шиллинг. С 1940 по 1969 год марки были отпечатаны на бумаге с водяным знаком типа «e». Остальные данные остались без изменений.

#### Десятичные выпуски
Третий выпуск включал семь доплатных марок со следующими номиналами в десятичной валюте: 1, 1½, 3, 4, 5, 7 и 8 пенсов. В четвёртом выпуске марки номиналом 3, 4 и 5 пенсов были переизданы 20 марта 1978 года на бумаге без водяных знаков. Новый рисунок, напечатанный способом глубокой печати и появившийся 20 июня 1980 года в десяти номиналах: 1, 2, 4, 6, 8, 18, 20, 24, 30 и 50 пенсов, стал пятым выпуском. Марочный лист был поделён на две части по 100 марок купоном между марками. В состав шестого выпуска входили десять марок с новым рисунком «Q» (Q Design), отпечатанные литографским способом компанией Irish Security Stamp Printing (ISSP) на бумаге без водяных знаков 6 октября 1988 года. Номиналы марок — 1, 2, 3, 4, 5, 17, 20, 24, 30, 50 пенсов и 1 фунт. Доплатные марки с номиналами в евро не издавались.

## Цельные вещи
Ирландские цельные вещи эмитировались в виде конвертов заказных писем, почтовых карточек, конвертов, секреток, бандеролей, аэрограмм и бланков телеграмм с напечатанными на них почтовыми марками различных рисунков для указания на то, что почтовый тариф за пересылку был оплачен. После обретения независимости в Ирландии первое время имели ограниченное хождение ранее выпущенные британские цельные вещи, на которых, в отличие от почтовых марок, не делалось надпечаток. В дальнейшем на всех употреблявшихся до 1984 года цельных вещах печатались марки предоплаты почтового тарифа, которые представляли собой вариации одного дизайна — с ирландской арфой в центре, вокруг которой даны название страны на ирландском языке, «Éire», и соответствующий номинал словами и цифрой. Затем на смену этому дизайну пришёл вариант с трилистником. Наконец с 1984 года An Post стала использовать в качестве рисунка для этих знаков почтовой оплаты вариацию логотипа из волнистых линий и слова «POST» («Почта»). Кроме того, на цельных вещах, издававшихся An Post, для дизайна оттисков знаков оплаты почтового сбора могли применять рисунки некоторых почтовых марок.
Несколько ранних цельных вещей были выполнены тиснением, но, как правило, изображения знаков оплаты почтового сбора выполнялись типографским способом. Последний использовался типографией «Дублинский замок» (подразделением Налоговой комиссии Ирландии) до 1984 года, после чего метод типографской печати стала применять An Post.

### Служебные цельные вещи

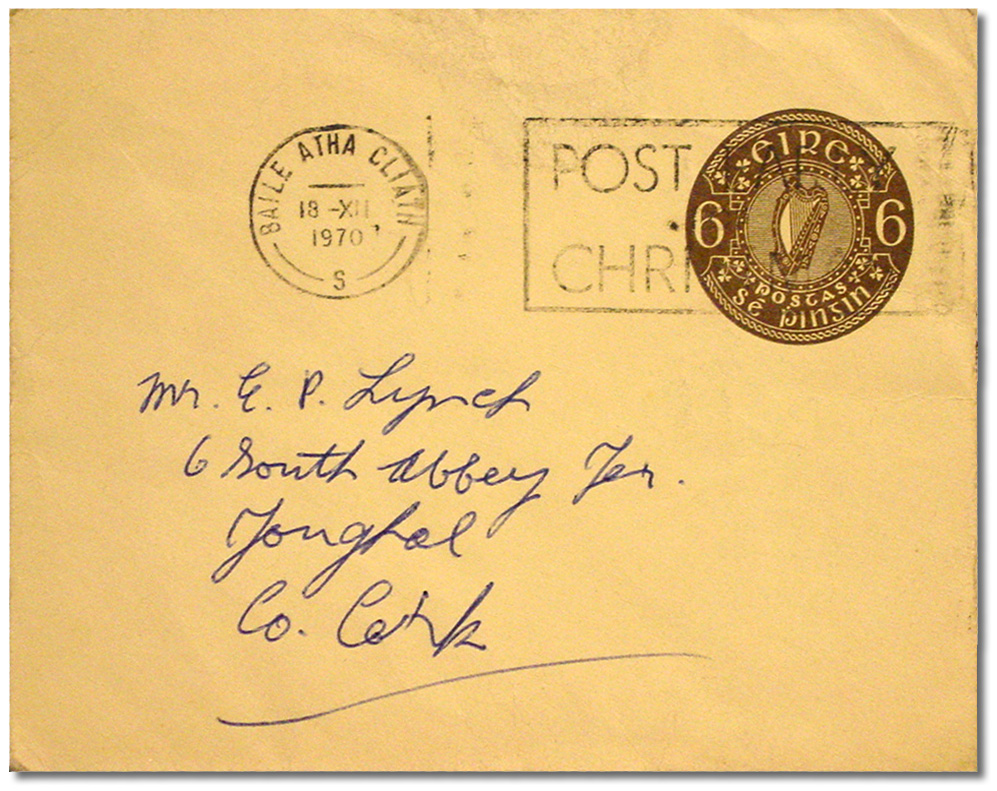
Конверт целой вещи с оттиском 6 пенсов оплаченного почтового сбора в соответствии с внутренним тарифом за пересылку печатных материалов (printed matter), отправленной в 1970 году из Дублина в Югхал (графство Корк)

Сразу после обретения независимости для использования на территории Ирландии были напечатаны конверт заказного письма с маркой номиналом в 5 пенсов и с портретом Георга V и бланк телеграммы с маркой номиналом в 1 шиллинг в зелёном цвете. Они имели обращение, пока не были изготовлены собственные служебные цельные вещи. Ирландские бланки телеграмм были только двух номиналов — 1 шиллинг и 1 шиллинг 6 пенсов. Конверты заказных писем имели разные номиналы и размеры. Печатные (но без марок) конверты заказных писем делались частными фирмами и хранились ирландским почтовым ведомством, пока не понадобятся. По этой причине на конвертах прежних лет, надписи на которых указывали устаревшие цены, зачастую печаталась марка действующего почтового тарифа, что привело к появлению множества подтипов для коллекционеров. Оттиски знака почтовой оплаты печатались и на другой продукции, такой как памятные и специальные почтовые карточки. В их число входит серия карточек ко Дню святого Патрика, которые ежегодно поступают в продажу начиная с 1984 года.
Вплоть до 1987 года выходили аэрограммы без указания суммы сбора. Их можно было получить бесплатно в почтовых отделениях после уплаты соответствующего тарифа, действующего в отношении почтовой марки, приобретаемой для отправки аэрограммы. Большинство аэрограмм с готовыми знаками предоплаты почтового сбора продавались с небольшой надбавкой сверх суммы действовавшего в то время почтового тарифа за пересылку аэрограммы.

### Франкирование по заказу
В связи с правом, известным как «stamping privilege» (то есть право франкирования), компаниям, общественным объединениям и физическим лицам разрешалось представлять предварительно отпечатанные конверты, открытки, секретки и т. д. собственного дизайна почтовой администрации Ирландии для нанесения на них официальных знаков почтовой оплаты. Конверты с прозрачным окошком для адреса пользовались популярностью для рассылки почтовых отправлений с печатной продукцией. Самой плодовитой организацией был «Совет по электроснабжению», который в течение более 40 лет использовал карточки записи показаний электросчётчиков и карточки записи посещений. Среди организаций, применявших франкированные по заказу цельные вещи, были колледж Блэкрок, государственная компания общественного транспорта «Корас Омпэр Эйранн», компания «Эссо» (Esso), компания «Большая северная железная дорога» и компания «Джон Плэйер энд Сонз» из Дублина. О существовании франкированных по заказу конвертов заказных писем сведений нет. Очевидно, компания An Post отменила право франкирования без публичного объявления об этом, поскольку случаи использования франкированных по заказу цельных вещей стали редкими после перехода контроля над ирландской почтой к An Post в 1984 году. Известно лишь пять организаций, воспользовавшихся этим правом. За период с 1963 по 2000 год встречается небольшое число цельных вещей, выпущенных в филателистических целях шестью изготовителями.

## Типографии
В период с 1922 по 1983 год все почтовые марки эмитировались ирландским почтовым ведомством Oifig an Phoist, которое было структурным подразделением Министерства почт и телеграфов. В этот период оно пользовалось услугами следующих компаний для производства надпечаток или печати почтовых марок: «Доллард» («Dollard»), «Том» («Thom»), «Дублинский замок», или «Айриш Гавернмент Принтерс» («Irish Government Printers»), «Ватерлоо энд Санз» («Waterlow and Sons»; Лондон), «Де Ла Рю энд Ко.» («De La Rue and Co.»), «Брэдбери Уилкинсон энд Ко. Лтд.» («Bradbury Wilkinson and Co. Ltd.»; Лондон), «Харрисон энд Сонз Лтд.» («Harrison and Sons Ltd.»; Лондон) и «Айриш Секьюрити Стэмп Принтинг Лтд.» («Irish Security Stamp Printing Ltd.»).
После 1984 года за издание всех почтовых марок Ирландии отвечает государственная компания An Post. Большинство марок изготовлено компанией «Айриш Секьюрити Стэмп Принтинг Лтд.», хотя небольшое число было отпечатано компаниями «Харрисон энд Сонз Лтд.» (Лондон), «Квеста» («Questa»), «Уолсолл Секьюрити Принтинг» («Walsall Security Printing»), «Принсет Пти Лтд.» («Prinset Pty Ltd.»; Австралия) и «СНП Камбек (Спринтпак)» («SNP Cambec (Sprintpak)»; Австралия).

## Непочтовые марки («предшественницы»)

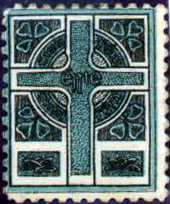
Пропагандистская виньетка «Шинн Фейн» 1907 года «Кельтский крест»

В среде филателистов английское слово «forerunner» («предшественник, предшественница») обычно описывает почтовую марку, которая использовалась в период времени, предшествующий эмиссии каким-либо регионом или территорией собственных почтовых марок. Однако в ирландских справочниках, таких как «Справочник по ирландской филателии» («Handbook of Irish Philately'»'), термин «forerunners» обычно употребляется в отношении политических и пропагандистских виньеток. Они зачастую похожи на почтовые марки, но мало какие из них наклеивались на почтовые отправления в Ирландии, и они не имели никакого правового статуса в отношении почты в Ирландии.
Ирландцами-ветеранами Гражданской войны в США в Нью-Йорке были выпущены четыре номинала — 1, 3, 24 (тёмно-зелёная) и 24 цента (розовато-лиловая), которые известны как «Фенианский выпуск» 1865—1867 годов. Марки колониального типа 1893 года являются неофициальными эссе и классифицируются как фальшивки.

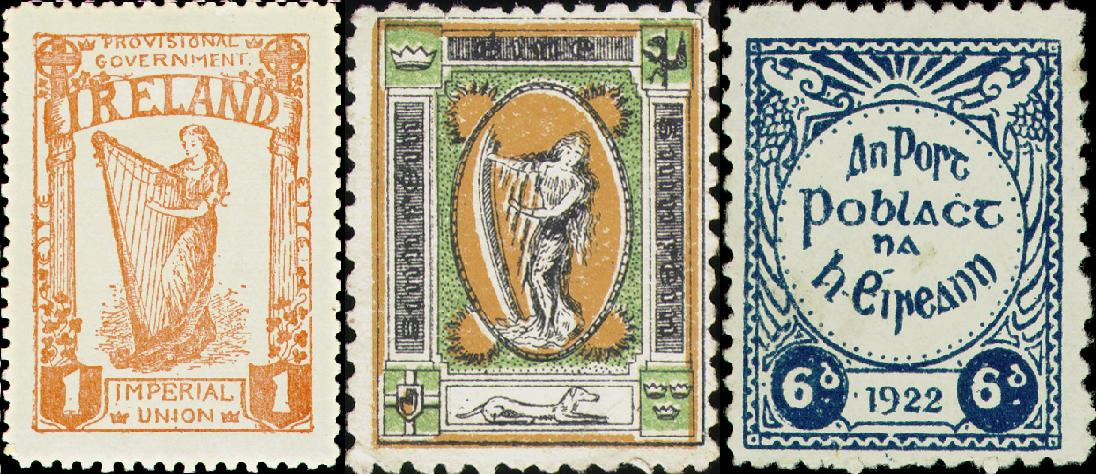
«Предшественницы». Три марки, появившиеся до провозглашения независимости Ирландии в 1922 году (слева направо): «Имперский союз» (1912); «Шинн Фейн» (1908—1916); марка ИРА (1922)

В 1907—1916 годах Шинн Фейн, одна из националистических организаций того времени, печатала пропагандистские виньетки, символизирующие ирландскую государственность. Использование их в качестве почтовых марок было запрещено почтовыми правилами. На первой виньетке был изображён кельтский крест, аналогичный рисунку, выбранному позднее для двух стандартных марок 1923 года, на рисунке второй изображена женская фигура и арфа в овальной рамке. В 1912 году появились виньетки с надписью «Imperial Union» («Имперский союз»), с изображением арфы большего размера и фигуры женщины. Полагают, что эти виньетки, выражающие юнионистские настроения, были напечатаны в Манчестере в противовес виньеткам «Шинн Фейн». После принятия парламентом закона о Гомруле (самоуправлении) для Ирландии некая ирландская республиканская организация в 1916 году изготовила виньетки с портретами трёх националистических героях, известных как «Манчестерские мученики» на фоне ирландского триколора. Широко распространены подделки этих виньеток. После Пасхального восстания 1916 года симпатизирующие американцы отпечатали восемь виньеток «ERIE PUIST» с изображением портретов семи известных лидеров движения и виньетки «арфа и трилистник». Ошибка в написании «ERIE» вместо «ÉIRE» могла быть сделана в спешке.
Ирландская республиканская армия (ИРА), которая контролировала большую часть юга страны во время гражданской войны в Ирландии, выпустила виньетку номиналом в 1, 2 и 6 пенсов, в основном по причине нехватки почтовых марок. Они были напечатаны в Корке и должны были поступить в продажу в августе 1922 года, но в это время возле Корка высадилась армия Ирландского Свободного государства, и перед отступлением из Корка ИРА подожгла собственные казармы, уничтожив большую часть виньеток.

## Коллекционирование
Новые ирландские почтовые марки можно приобрести в филателистическом бюро (Philatelic Bureau) компании An Post на главпочтамте Дублина. Памятные и специальные почтовые марки обычно имеются в наличии в течение года со дня выпуска.
Некоторые коллекционеры пытаются собрать базовую коллекцию самых обычных марок с 1922 года по настоящее время, хотя в наши дни это может оказаться сложным делом из-за тиражей изданных марок. Многие коллекционеры сосредоточивают свои усилия на собирании одного типа марок, стандартных или коммеморативных, или даже одного выпуска, например, «стандартные марки Герла». Пользуются популярностью конверты первого дня, особенно памятные с наклееными полными сериями, хотя более старые выпуски найти труднее, поскольку в случае некоторых из них в ранние годы (c 1929 по 1940-е) печаталось менее миллиона марок высоких номиналов, что значительно меньше тиражей в 20 миллионов и выше, которымиизготавливалось большинство марок низких номиналов в тот же период.
Надпечатки, которые пользовались значительной популярностью в ранние годы, — сложная тема, представляющая большую трудность для продвинутого филателиста.

### Системы нумерации

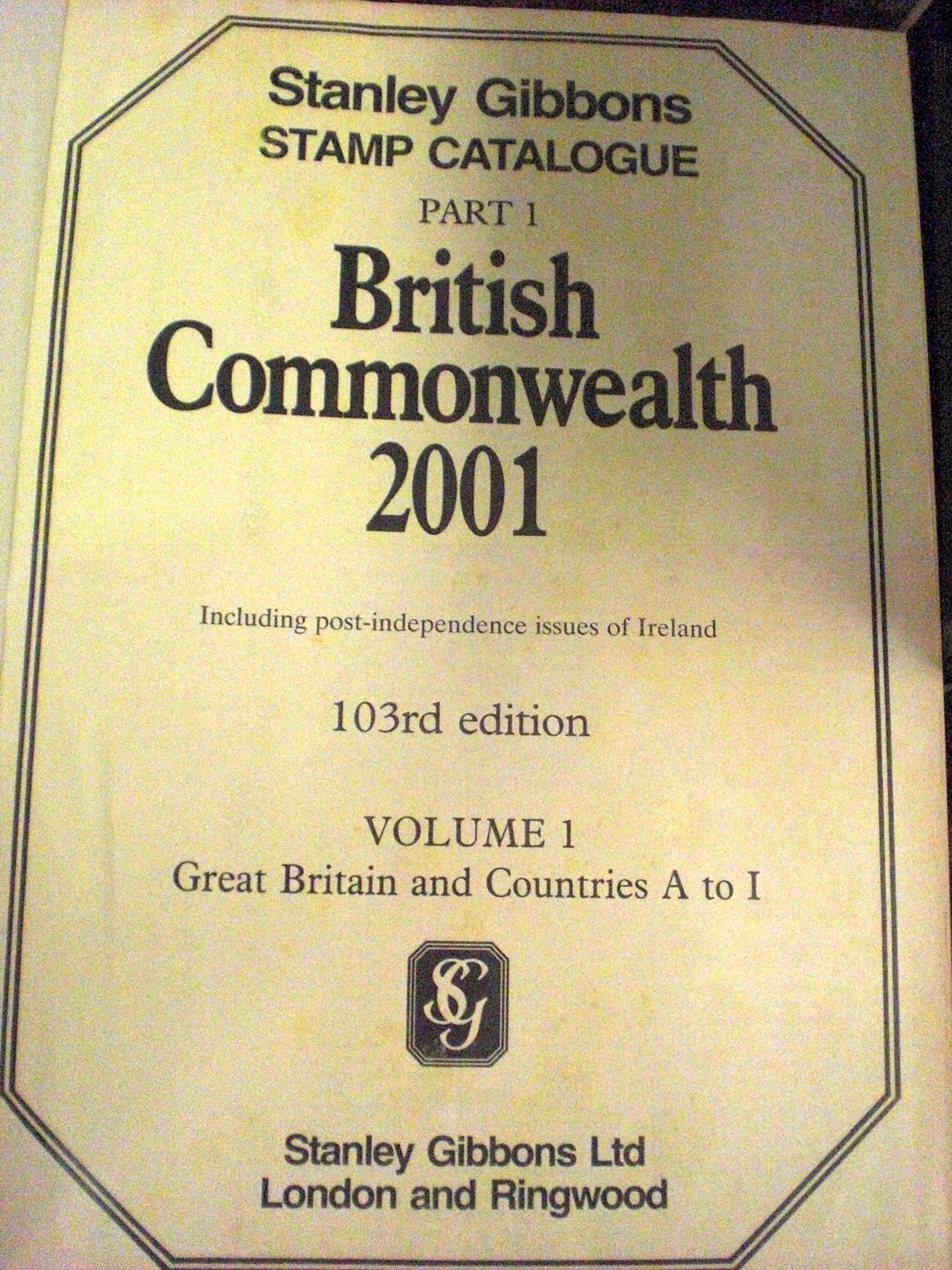

Почтовое ведомство Ирландии никогда не публиковало официальной системы нумерации эмитируемых им почтовых марок, поэтому коллекционеры пользуются системами нумерации почтовых марок какого-либо популярного каталога почтовых марок, таких как «Стэнли Гиббонс», «Скотт», «MacDonnell Whyte» (MDW; последнее издание вышло в 1991 году), «Hibernian» или «Михель». Между этими системами нумерации есть различия, которые приводят к разному порядку следования марок, при этом некоторые марки присутствуют в одних списках и отсутствуют в других — как правило, это разновидности, которым, по мнению издательства, не место в общем, неспециализированном каталоге. К примеру, первая почтовая марка Ирландии, «Карта Ирландии» номиналом в 2 пенса, появившаяся в 1922 году, указана под номером 68 в каталоге «Скотт», № 43 — в «Михеле», № D4 — в каталогах «Hibernian» и «MacDonnell Whyte» и № 74 — в каталоге «Стэнли Гиббонс».
Коллекционеры стремятся пользоваться каталогами, которые издаются в их регионе и на их родном языке, поэтому в США наиболее распространён каталог «Скотт», о чём свидетельствует использование его номеров в каталогах американских марочных аукционов. Напротив, в Англии и Ирландии употребляют нумерацию каталога «Стэнли Гиббонс», поскольку британское издательство «Stanley Gibbons Limited» публикует каталог, который предпочитают в этих странах[≡]. Более продвинутые и более специализированные коллекционеры пользуются каталогом «David Feldman», позже называвшимся «MacDonnell/Feldman», и ещё позже называвшимся «MacDonnell Whyte», в период с 1978 по 1991 год, и каталогом «Hibernian» (издания 1972, 1976, 1980, 1983, 1985, 1986 и 2002 года).

### Филателистические общества
Существует ряд объединений коллекционеров, собирающих и исследующих почтовые выпуски Ирландии:
Национальные организации
- Дублинское филателистическое общество (англ. Dublin Stamp Society — DSS).
- Ирландское филателистическое общество (Irish Philatelic Society — IPS).

Насчитывает более ста лет истории. Начинало свою деятельность как Ирландский филателистический клуб (Irish Philatelic Club) после собрания, проведённого в Дублине 12 февраля 1901 года девятнадцатью коллекционерами, откликнувшимися на объявление в газете «The Irish Times».
Международные общества
- Ирландская филателистическая ассоциация (Éire Philatelic Association — ÉPA) — базируется в США.
- Ирландский филателистический кружок (Irish Philatelic Circle — IPC) — находится в Англии .
- Рабочее сообщество по изучению марок Ирландии[англ.] (нем. Forschungs- und Arbeitsgemeinschaft Irland e.V. — FAI) — расположено в Германии.